# 南斯拉夫共產主義者聯盟
南斯拉夫共產主義者聯盟（羅馬化：Savez komunista Jugoslavije），簡稱南共盟（SKJ）。该党成立于1919年4月20日，当时取名为南斯拉夫社会主义工人党（共产党人）。1920年6月，改名为南斯拉夫共產黨，简称南共。第二次世界大戰期间，领导了反对軸心國侵略军的抵抗战争，并於戰後取得政權。1952年11月，南共“六大”决定将党的名称更改為「南斯拉夫共產主义者聯盟」。1990年1月22日，南共盟“十四大”休会后，该党事实上解体。1990年5月26日，南共盟中央领导机构解散。1991年1月22日，南共盟正式解体。

## 历史

### 早期
1919年4月20日—23日，南斯拉夫地区的几个社会民主党（包括塞尔维亚社会民主党、克罗地亚和斯拉沃尼亚社会民主党、波斯尼亚和黑塞哥维那社会民主党和南斯拉夫社会民主党）在贝尔格莱德召开统一代表大会，成立南斯拉夫社会主义工人党（共产党人）。新党决定加入共产国际。1920年6月，在武科瓦尔召开党的第二次代表大会，改名为南斯拉夫共产党。同年11月28日，该党在塞尔维亚人、克罗地亚人和斯洛文尼亚人王国制宪会议选举中赢得419个席位中的58个，排名第三，引起右翼势力恐慌；12月30日，该党被塞尔维亚人、克罗地亚人和斯洛文尼亚人王国（1929年改名为南斯拉夫王国）政府宣布为非法，被迫轉入地下活動。1937年，鐵托被共产国际任命为南共临时总书记。二戰爆發後，一開始南斯拉夫共產黨由於受到蘇德協定的影響，並沒有實際參與對德作戰，1940年以前，甚至還一度加入反戰活動。
1940年10月，南共“五大”召开，铁托当选为南共总书记，同時也決議進行參戰準備。
1941年7月4日，德國進攻蘇聯後不久，南共中央決定發動全面性的武裝戰鬥。同年12月21日，建立第一支正規軍「第一無產階級旅」。后来，扩大为「南斯拉夫人民解放軍和游击隊」。
1942年11月，创建南斯拉夫反法西斯人民解放委员会。1943年11月29日，南斯拉夫反法西斯人民解放委员会第二次會議举行，決定戰後的南斯拉夫將由五個民族组成“民主联邦南斯拉夫”，还成立执行机构南斯拉夫反法西斯人民解放委员会，铁托任主席。
1945年在苏联红军的帮助下解放南斯拉夫，戰爭結束後，于11月召开的制憲會議宣布废除君主制，成立南斯拉夫联邦人民共和国。

### 执政

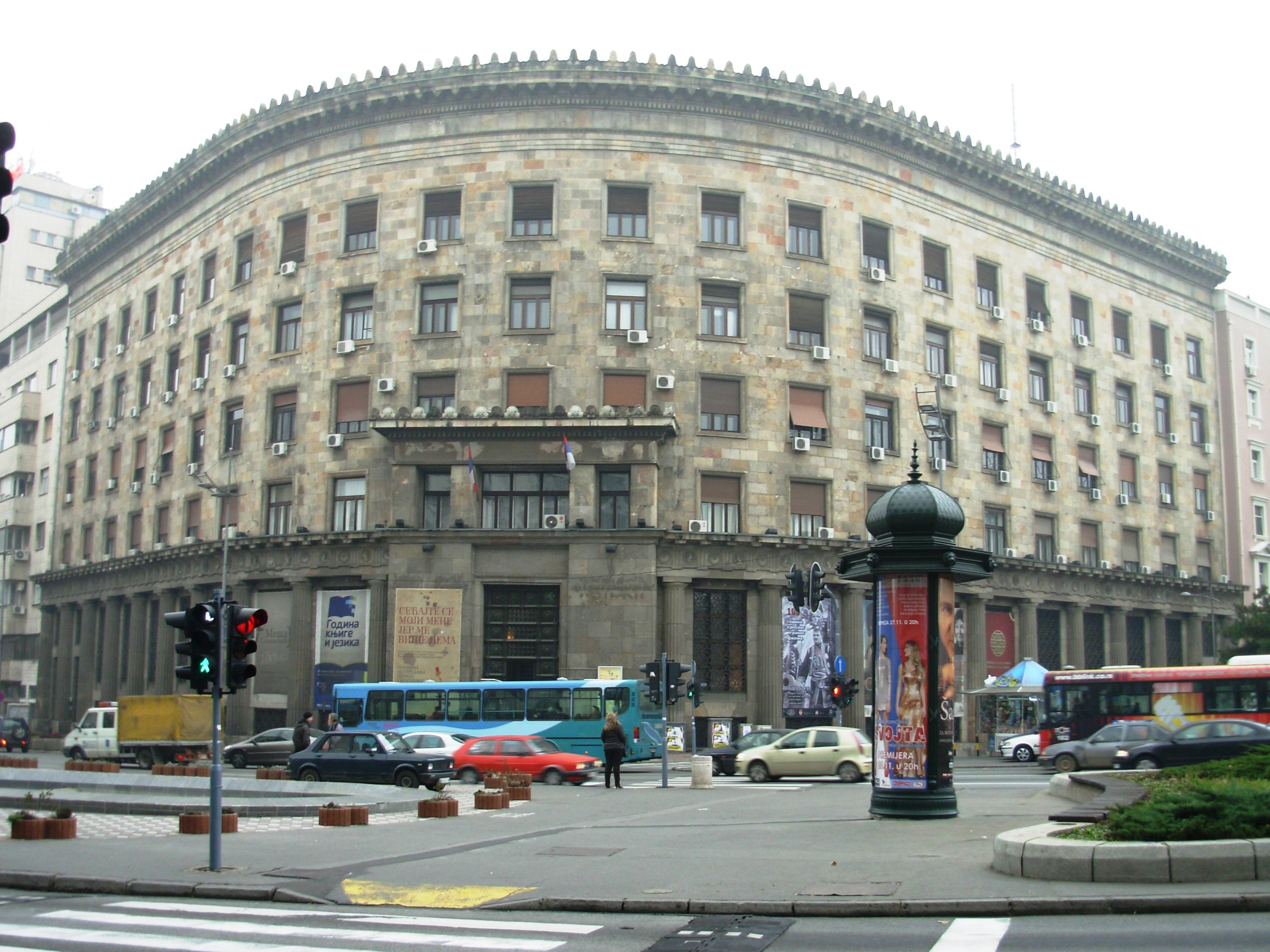
南斯拉夫共產主義者聯盟的第一代中央委員會大樓，現作為塞爾維亞歷史博物館。

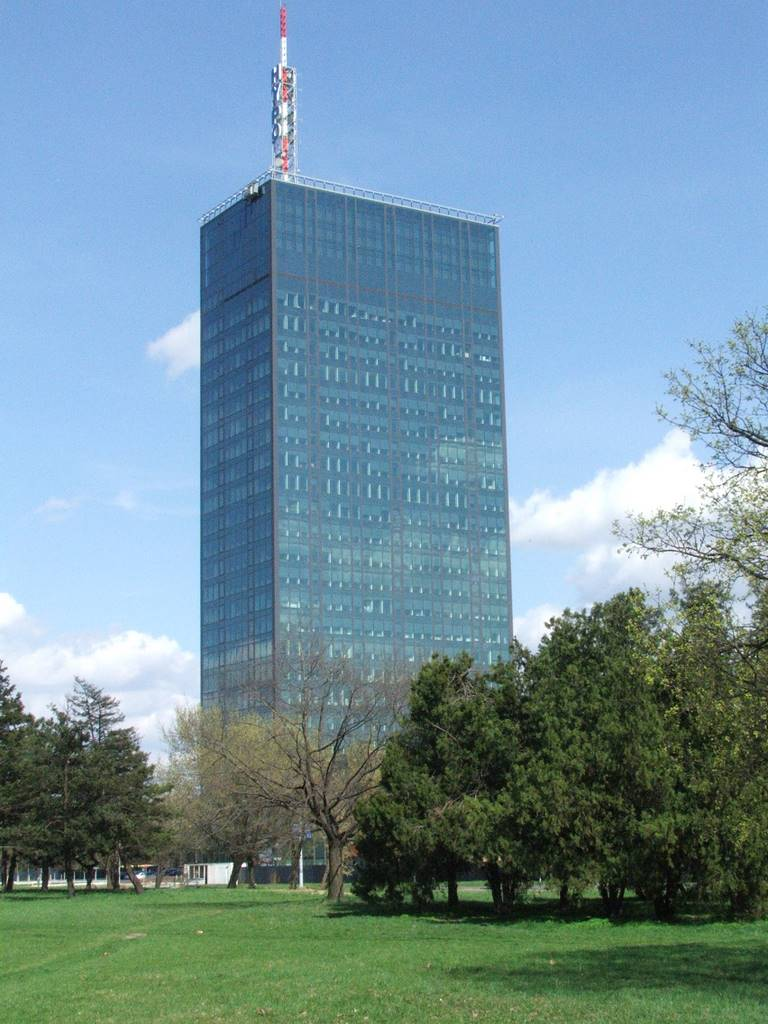
南斯拉夫共產主義者聯盟的第二代中央委員會大樓「烏希切塔」，於1965年落成後啟用。

1948年，由於铁托與斯大林的路线分歧，南斯拉夫與苏联决裂。走上了独立自主的社会主义道路。
1952年11月，南斯拉夫共產黨第六次代表大會举行，大会决定更改黨名為「南斯拉夫共產主義者聯盟」，並設立共和國及自治省的共產主義者聯盟組織，轉型為聯邦制機構。 
1948年—1953年苏南冲突期间，肃清大批亲苏的“情报局分子”。
1950年，南斯拉夫开始实行“工人自治”。
1954年，把主张实行多党制的四号人物米洛万·吉拉斯开除出党。
1966年，把主张建立类似苏联的中央集权体制的三号人物亚历山大·兰科维奇开除出党。
1969第九次全國代表大會更進一步將南斯拉夫共產主義者聯盟帶往真正的聯盟方向。從九大之後，往後的代表大會，各共和國及自治省在全國代表大會之前先召開黨代表會議，然後再將決議帶至全國代表大會進行協調及確認。並且黨的主要機構成員也不再由全國代表大會選舉，改由黨代表會議選舉，全國代表大會加以確認。
1964年—1971年，各共和國共產主義者聯盟的獨立性及權力皆有所增加，導致南斯拉夫共產主義者聯盟在實質上變成一個聯邦制機構。
南斯拉夫共產主義者聯盟由八個聯盟組成：
- 波斯尼亚和黑塞哥维那共产主义者联盟
- 克羅地亞共產主義者聯盟
- 馬其頓共產主義者聯盟
- 黑山共產主義者聯盟
- 塞尔维亚共产主义者联盟
  - 科索沃共產主義者聯盟
  - 伏伊伏丁那共产主义者联盟
- 斯洛文尼亚共产主义者联盟

另外，南共盟在南斯拉夫人民军还设有南斯拉夫人民军共产主义者联盟组织。
| 加盟共和國或自治省       | 共產主義者聯盟                     | 後繼政黨                       |
| ------------------------ | ---------------------------------- | ------------------------------ |
| 社會主義共和國           | 波斯尼亞和黑塞哥維那共產主義者聯盟 | 波斯尼亞和黑塞哥維那社會民主黨 |
| 克羅埃西亞社會主義共和國 | 克羅地亞共產主義者聯盟             | 民主改革党                     |
| 馬其頓社會主義共和國     | 馬其頓共產主義者聯盟               | 馬其頓社會民主聯盟             |
| 蒙特內哥羅社會主義共和國 | 黑山共產主義者聯盟                 | 黑山社會主義者民主黨           |
| 斯洛維尼亞社會主義共和國 | 斯洛文尼亞共產主義者聯盟           | 民主复兴党                     |
| 塞爾維亞社會主義共和國   | 塞爾維亞共產主義者聯盟             | 塞爾維亞社會黨                 |
| 科索沃社會主義自治省     | 科索沃共產主義者聯盟               | 解散，部分轉入塞爾維亞社會黨   |
| 伏伊伏丁那社會主義自治省 | 伏伊伏丁那共產主義者聯盟           | 解散，部分轉入塞爾維亞社會黨   |

### 解体
1980年约瑟普·布罗兹·铁托去世後，關於南斯拉夫國家政治體系變革的討論，使得共和國及自治省的共產主義者聯盟領袖開始區分他們的政治立場，以民族認同做為社會及政治權力的基礎，並且以民族差異來劃清界線。最終，南斯拉夫共產主義者聯盟先是轉變為一個鬆散的聯合，之後分裂為六塊幾乎一樣強調民族主義的碎片。
1990年1月20日－22日，南斯拉夫共产主义者联盟第十四次（非常）代表大会召开，会上各共和国和自治省共产主义者联盟的代表之间，在重大原则问题上意见分歧严重，以斯洛文尼亚共产主义者联盟代表团退出会场、会议宣布休会为结果收场。1990年5月17日，米兰·潘切夫斯基的南共盟中央主席团主席一年任期届满，因无法选出新主席而推举一名干部临时协调主席团的工作。1990年5月26日，在斯洛文尼亚共产主义者联盟、克罗地亚共产主义者联盟和马其顿共产主义者联盟领导机构缺席的情况下，召开了南共盟“十四大”续会。续会通过4项决议：1、解除南共盟中央委员会及其主席团的职务；2、成立15人组成的南共盟民主纲领复兴代表大会筹备委员会（各共和国2人、各自治省和人民军1人）；3、定于9月29日召开新的党代会（后改计划召开南共盟民主纲领复兴代表大会的成立大会）；4、将把南共盟改造成为争取民主社会主义和联邦制南斯拉夫的现代化政党。南共盟民主纲领复兴代表大会因各共和国共盟之间意见严重分歧，达不成协议而未能如期举行，筹备工作陷于瘫痪状态。1991年1月22日，南共盟民主纲领复兴代表大会筹备委员会宣布，由于实现“十四大”提出的任务的条件已不存在，筹委会决定停止工作。至此，南共盟正式解体。
南共盟“十四大”闭会后，南共盟事实上陷入分裂和瓦解，自治省的共產主義者聯盟停止運作，各共和國的共產主義者聯盟則相繼更名。1990年，塞爾維亞共產主義者聯盟更名為塞爾維亞社會黨。克羅地亞共產主義者聯盟在1990年更名為民主改革党，1993年又更名为社会民主党，1994年與克罗地亚社会民主党 (1989年)合併为新的克羅地亞社會民主黨。馬其頓共產主義者聯盟在1990年更名為馬其頓社會民主聯盟。斯洛文尼亞共產主義者聯盟在1990年更名為民主复兴黨，1993年與社會民主聯盟和斯洛文尼亚工人党合併为社会民主人士联合名单，2005年更名为社会民主党。波斯尼亚和黑塞哥维那共產主義者聯盟在1991年更名為波斯尼亚和黑塞哥维那社会民主党。黑山共產主義者聯盟則在1991年更名為黑山社会主义者民主党。此外，1990年11月19日，在米兰·潘切夫斯基的支持下，南斯拉夫人民军的一批将领和一些前党政领导人（主要来自黑山共盟和波黑共盟）在南斯拉夫人民军共产主义者联盟组织的基础上组建共产主义者联盟－维护南斯拉夫运动。

## 中央政治局

### 一大（1919年）
- 委员
- 候补委员

### 二大（1920年）
- 委员
- 候补委员

### 三大（1926年）
- 委员
- 候补委员

### 四大（1932年）
- 委员
- 候补委员

### 五大（1948年）
- 委员：约瑟普·布罗兹·铁托、斯维托扎尔·伏克曼诺维奇、爱德华·卡德尔、朱罗·萨拉伊、米洛万·德热拉斯、朱罗·普察尔、亚历山大·兰科维奇、拉扎尔·科利谢夫斯基、鲍里斯·基德里奇、弗兰茨·勒斯科舍克、莫沙·皮雅杰、弗拉迪米尔·巴卡里奇、伊凡·戈什尼亚克
- 候补委员

### 六大（1952年）
- 委员
- 候补委员

### 七大（1958年）
- 委员
- 候补委员

### 八大（1964年）
- 主席：约瑟普·布罗兹·铁托
- 委员
- 候补委员

### 九大（1969年）
- 主席：约瑟普·布罗兹·铁托
- 委员
- 候补委员

### 十大（1974年）
- 主席：约瑟普·布罗兹·铁托
- 委员
- 候补委员

### 十一大（1978年）
- 主席：约瑟普·布罗兹·铁托、布兰科·米库利奇（代理）、斯特万·多罗尼斯基（代理）
- 委员
- 候补委员

1980年10月20日
- 主席：拉扎尔·莫伊索夫
- 委员
- 候补委员

1981年10月20日
- 主席：杜尚·德拉戈萨瓦茨
- 委员
- 候补委员

### 十二大（1982年）
- 主席：米特亚·里比契奇
- 委员
- 候补委员

1983年6月30日
- 主席：德拉戈斯拉夫·马尔科维奇
- 委员
- 候补委员

1984年6月26日
- 主席：阿利·舒克里亚
- 委员
- 候补委员

1985年6月25日
- 主席：维多耶·扎尔科维奇
- 委员
- 候补委员

### 十三大（1986年）
- 主席：米兰科·雷诺维察
- 委员
- 候补委员

1987年6月30日
- 主席：博什科·克鲁尼奇
- 委员
- 候补委员

1988年6月30日
- 主席：斯蒂佩·舒瓦尔
- 委员
- 候补委员

1989年5月17日
- 主席：米兰·潘切夫斯基
- 委员
- 候补委员

## 中央书记处

### 一大（1919年）
- 总书记：
- 书记：

### 二大（1920年）
- 总书记：
- 书记：

### 三大（1926年）
- 总书记：
- 书记：

### 四大（1932年）
- 总书记：
- 书记：

### 五大（1948年）
- 总书记：
- 书记：

### 六大（1952年）
- 总书记：约瑟普·布罗兹·铁托
- 书记：亚历山大·兰科维奇、爱德华·卡德尔、鲍里斯·基德里奇、米洛万·德热拉斯、伊凡·戈什尼亚克

### 七大（1958年）
- 总书记：
- 书记：

### 八大（1964年）
- 总书记：
- 书记：

### 九大（1969年）
- 总书记：
- 书记：

### 十大（1974年）
- 总书记：
- 书记：

### 十一大（1978年）
- 总书记：
- 书记：

### 十二大（1982年）
- 总书记：Nikola Stojanović
- 书记：

1984年6月28日
- 总书记：Dimče Belovski
- 书记：

### 十三大（1986年）
- 总书记：Radiša Gačić
- 书记：

1988年6月30日
- 总书记：Štefan Korošec
- 书记：